# Проект «Сапфир»
Проект «Сапфир» (англ. Project Sapphire) — успешная тайная операция правительства США, осуществлённая в 1994 году совместно с правительством Казахстана. Цель программы заключалась в снижении угрозы распространения ядерного оружия путём вывоза ядерного топлива из Казахстана в рамках Программы Нанна-Лугара, которая была санкционирована Законом об уменьшении советской ядерной угрозы 1991 года.
На складе Ульбинского металлургического завода под Усть-Каменогорском находилось 1322 фунта (600 кг) обогащённого урана оружейного качества для заправки подводных лодок класса «Альфа» (90% U-235). После распада Советского Союза топливо было плохо задокументировано и защищено, — возникала опасность его продажи для использования при создании незарегистрированного ядерного оружия.

## Предпосылки
Ядерные испытания на северо-востоке Казахстана в результате холодной войны и гонки вооружений между Советским Союзом и США привели к распространению негативных настроений в отношении ядерного оружия среди советских граждан. Авария на Чернобыльской АЭС усугубила ситуацию. Развитие проблем здравоохранения, а также принятие горбачевской кампании гласности вызвали общественное антиядерное движение. Крупнейшим из таких движений стало Невада — Семипалатинск.
На фоне этого первый Президент Казахстана Нурсултан Назарбаев, ещё до распада СССР, объявил, что Казахстан станет безъядерным государством, как только страна станет членом Организации Объединённых Наций. Учитывая крупное антиядерное движение, и тот факт, что Казахстан не имел конфликтов с соседними ядерными державами, против которых стоило бы иметь ядерное оружие, высокопоставленные лица республики стремились избавиться от своего ядерного топлива. К тому же у молодой республики попросту не было оборудования и технических возможностей для поддержания ядерного оружия в нормальном состоянии.
Программа Нанна-Лугара по совместному уменьшению угрозы была учреждена в 1991 году, чтобы свести к минимуму угрозу распространения ядерного оружия, особенно в Азии и Советском Союзе. Закон Нанна-Лугара был вдохновлён и спонсирован Сэмом Нанном и Ричардом Лугаром.
В мае 1992 года Назарбаев поддержал создание Договора о нераспространении ядерного оружия (ДНЯО). Дальнейшие беседы с президентом США Джорджем Бушем-старшим и сенаторами Ричардом Лугаром и Сэмом Нанном укрепили связи между Казахстаном и Америкой. Наконец, экономика подтолкнула Казахстан к денуклеаризации, потому что большие запасы нефти страны могли быть добыты только с помощью использования зарубежных технологий, получить которые можно было исключительно при условии присоединения к ДНЯО.

## Ход операции
После распада Советского Союза материалы для производства ядерного оружия распространились по развивающимся странам. Два сенатора Соединённых Штатов, Сэм Нанн и Ричард Лугар, видели важность контроля за местонахождением этих материалов. В начале 1990-х два сенатора смогли сделать вывод о ряде ресурсов, которыми располагал Казахстан. Казахстанский высокообогащённый уран был оставлен после одного из проектов подводной лодки, и этого материала хватило бы на топливо для 24 атомных бомб.
После нескольких месяцев подготовки в октябре 1994 года был завербован 31 агент, входивший в состав специализированной группы аварийного восстановления ядерных объектов, для выполнения секретной миссии по вывозу урана. 7 октября президент Билл Клинтон подписал секретную директиву об утверждении воздушной перевозки, состоящей из трёх самолётов C-5, для вылета с авиабазы Дувр (Штат Делавэр) в Казахстан. Команда проводила по 12 часов в день с 14 октября по 11 ноября, упаковывая уран (некоторые разновидности которого содержали токсичный бериллий). Проект должен был храниться в условиях крайней секретности, иначе вся миссия была бы скомпрометирована. Команда обнаружила на складе 1032 контейнера и переупаковала материал в 448 транспортных контейнеров. Наступила плохая погода, и по дороге в аэропорт грузовики с ВОУ были почти повреждены из-за гололедицы и мокрого снега. Наконец самолёт был загружен и 20 часов летел (самый долгий полёт для C-5 в истории США) обратно в Делавэр. По прибытии на базу уран погрузили в большие грузовики без опознавательных знаков, специально оборудованные для защиты ядерных материалов.
23 ноября 1994 года администрация Клинтона объявила, что уран вывезен.

## Значение
После проекта «Сапфир» ВОУ был удален из 20 исследовательских реакторов в различных странах бывшего советского блока. Этот проект показывает, как благодаря экономическим, дипломатическим и техническим ресурсам Соединённых Штатов Казахстан смог осуществить свою цель стать государством, не обладающим потенциалом обслуживания и создания ядерного оружия.
В настоящее время ядерный клуб насчитывает 9 стран, включая США, Россию, Великобританию, Францию, Китай, Индию, Пакистан, Израиль и Северную Корею.